# Palung Raya
Palung Raya is een bestuurslaag in het regentschap Kampar van de provincie Riau, Indonesië. Palung Raya telt 889 inwoners (volkstelling 2010).